# Platambus apache
Platambus apache är en skalbaggsart som först beskrevs av Young 1981.  Platambus apache ingår i släktet Platambus och familjen dykare. Inga underarter finns listade i Catalogue of Life.